# 白石村 (岡山県)
白石村（しらいしそん）は、岡山県御津郡にあった村。

## 歴史
かつての津高郡馬屋郷の南部に当たる。境目川を隔てて西に備中国と接していた。
- 1889年（明治22年）6月1日 - 町村制の施行により、津高郡今保村、久米村、白石村、花尻村が合併して村制施行し、白石村が発足。
- 1900年（明治33年）4月1日 - 津高郡と御野郡が合併し御津郡となる。
- 1952年（昭和27年）4月1日 - 岡山市に編入され消滅。